# Kastelle von Walheim
Die Kastelle von Walheim waren zwei römische Militärlager, deren Besatzungen für Sicherungs- und Überwachungsaufgaben an der Neckarlinie des Neckar-Odenwald-Limes zuständig waren. Die baulichen Überreste der beiden Garnisonen wurden auf dem Gebiet der heutigen Ortschaft Walheim, einer Gemeinde des Landkreises Ludwigsburg in Baden-Württemberg entdeckt.

## Lage

Lage des Kastells I
(Grabung 1894)

Die Kastelle von Walheim liegen auf einer Hochterrasse des linken Neckarufers, nördlich der Neckarschleife von Besigheim und der Enzmündung. Die ehemaligen Militärlager wurden nach Osten hin durch den Fluss und nach Westen hin durch Berge natürlich begrenzt. Das Gelände, auf dem sich die beiden Kastelle und der weitläufige Vicus befinden, wird durch den „Baumbach“ durchschnitten, dessen Senke sich in antiker Zeit auf rund vier Meter tieferem Niveau als heute befand.
Die auf den ersten Blick für ein Limeslager recht ungünstig erscheinende Talkessellage, die keinerlei weit reichende Sicht ermöglicht, wurde in antiker Zeit wahrscheinlich durch andere Standortfaktoren kompensiert. So dürften wohl die nahe gelegene Enzmündung und die gute Anbindung an die ins Hinterland führenden Römerstraßen bei der Gründung der Garnison eine Rolle gespielt haben.
Ein römischer Neckarhafen sowie eine die beiden Ufer verbindende Furt können mit einiger Wahrscheinlichkeit vermutet werden.

## Forschungsgeschichte
Die römische Präsenz auf dem Gebiet von Walheim war schon Mitte des 19. Jahrhunderts vermutet worden. Das südliche Kastell I wurde 1886 inmitten des Ortskerns lokalisiert und erstmals archäologisch untersucht. 1894 erfolgten weitere Ausgrabungen durch die Reichs-Limeskommission. Seither fanden immer wieder wissenschaftliche Untersuchungen statt, oft als Not- oder Rettungsgrabungen im Zusammenhang mit städtebaulichen Maßnahmen. So zeigten sich 1911 erste Hinweise auf ein römisches Töpferviertel, 1957 deutete sich die Existenz eines Neckarhafens an, und 1967/1968 tauchten Teile einer Jupitergigantensäule auf. Insbesondere die Erforschung des Vicus gewann hierbei eine immer größer werdende Bedeutung. In den Jahren von 1980 bis 1988 schließlich bildeten die Ausgrabungen in Walheim, die durch das Landesdenkmalamt Baden-Württemberg durchgeführt wurden und unter der Leitung von Dieter Planck standen, einen Schwerpunkt der baden-württembergischen Landesarchäologie. In diesem Zusammenhang wurde 1982 auch das nördliche Kastell II entdeckt.

## Militärlager
Die Kastelle von Walheim bestehen aus einem unter dem Ortskern der heutigen Gemeinde Walheim befindlichen Kohortenkastell (Kastell I) und einem etwa 350 m nördlich entfernt davon gelegenen Numeruskastell (Kastell II).

### Kastell I

Grundriss des Kastells I
(Grabung 1894)

Bei dem bereits im 19. Jahrhundert lokalisierten, unter dem mittelalterlichen Ortskern von Walheim liegenden Kastell handelt es sich um ein Kohortenkastell, das mit den Seitenlängen von 134 mal 156 Metern eine Fläche von rund 2,1 Hektar einnimmt. Das Militärlager ist vermutlich domitianischen, spätestens aber frühtrajanischen Ursprungs. Anfänglich war es ein in Holz-Erde-Bauweise errichtetes Militärlager, das in frühantoninischer Zeit in ein Steinkastell umgewandelt wurde. Insgesamt wurde es bis kurz nach der Mitte des 2. Jahrhunderts militärisch genutzt und dürfte wohl um 159 im Rahmen der Vorverlegung des Limes nach Osten aufgelassen worden sein.
Das Kohortenlager war mit seiner Porta praetoria (Haupttor) nach Ostsüdosten, zum Neckar hin ausgerichtet. Ein das Kastell umgebender, 7,5 Meter breiter und 1,5 Meter tiefer Spitzgraben wurde nachgewiesen, ein zweiter Graben ist nicht durchgängig gesichert. Als Umwehrung des viertorigen Lagers in seiner Steinbauphase konnte eine mit vier Eck-, vier doppelten Tor- und zwei seitlichen Zwischentürmen im Bereich der Retentura besetzte Mauer festgestellt werden. Über die Innenbebauung lassen sich aufgrund zahlreicher, sich überlagernder nachkastellzeitlicher Störungen kaum Aussagen treffen, lediglich ein Teil der zentral gelegenen Principia (Stabsgebäude) wurde bei den Grabungen angeschnitten. Die meisten Baubefunde aus dem Innenbereich des Lagers entstammen jedoch der Nutzung nach 159, als das aufgelassene Kastell schon in den Vicus integriert worden war.
Noch heute lässt sich die Lage des Kastells im Stadtgrundriss gut nachvollziehen. Die Hauptstraße entspricht dem ungefähren Verlauf der ehemaligen Via principalis, die Bahnhofstraße dem der Via decumana und die Neckarstraße dem der Via praetoria.
Allgemein wird die Cohors I Asturum equitata („1. Teilberittene Asturerkohorte“), eine etwa 500 Mann starke Auxiliartruppe, als Stammeinheit des Kohortenkastells von Walheim angenommen, sichere archäologische Beweise hierfür fehlen aber bislang. Im Rahmen der Vorverlegung des Limes in östliche Richtung um das Jahr 159 wurde sie in das Kastell Mainhardt versetzt.

### Kastell II
Das Kastell II liegt nördlich der Baumbachsenke und wurde erst 1982 bei der Neutrassierung einer Bundesstraße entdeckt. Es bedeckt mit den Seitenlängen von 109 mal 64 Metern eine Fläche von rund 0,7 Hektar. Damit entspricht es der Größe eines typischen Numeruskastells, besitzt jedoch eine ungewöhnliche, länglich gestreckte Form.
Das Fundmaterial spricht für eine Entstehung in spättrajanischer bis frühhadrianischer Zeit und für ein Ende der militärischen Nutzung kurz nach der Mitte des 2. Jahrhunderts um das Jahr 159. Anschließend wurde das Areal in den Nordvicus mit einbezogen und zivil genutzt. Für die Zeit der militärischen Nutzungsdauer konnten zwei Bauphasen nachgewiesen werden. In beiden Fällen handelt es sich um Holz-Erde-Bauweise, eine Umwandlung in ein Steinkastell hat nicht stattgefunden.
Wie das Kohortenlager war das Kastell II mit seiner Prätorialfront zum Neckar hin ausgerichtet. Anfänglich umgab es ein W-förmiger Doppelgraben, der später durch einen einfachen Spitzgraben ersetzt wurde. Als Umwehrung kann eine Rasensodenmauer angenommen werden, die an den abgerundeten Ecken mit Wehrtürmen versehen war. Darüber hinaus waren die wahrscheinlich vier Lagertore von Doppeltürmen flankiert, und zwei Zwischentürme konnten im hinteren Lagerbereich zwischen den Seitentoren und den Ecktürmen nachgewiesen werden.
Im Kastellinneren wurden drei Mannschaftsbaracken, ein Stall oder eine Remise und ein Horreum (Getreidespeicher) festgestellt, jedoch kein Stabsgebäude. In der zweiten Bauphase wurden die Mannschaftsunterkünfte durch große, lang gestreckte Magazine oder Werkstätten ersetzt.
Über die hier stationierten Einheiten ist nichts bekannt, es kann aber aufgrund der Befunde davon ausgegangen werden, dass es sich zunächst um eine Spezialeinheit (Nachschub, Pioniere etc.) gehandelt hat und dass das Lager später als Depot Verwendung fand. Es könnte sich bei der Besatzung um einen aus drei Zenturien bestehenden Numerus von etwa 240 Mann Stärke gehandelt haben, möglicherweise aber auch um die gleich starke Vexillatio (Detachement) einer Legion.

## Vicus

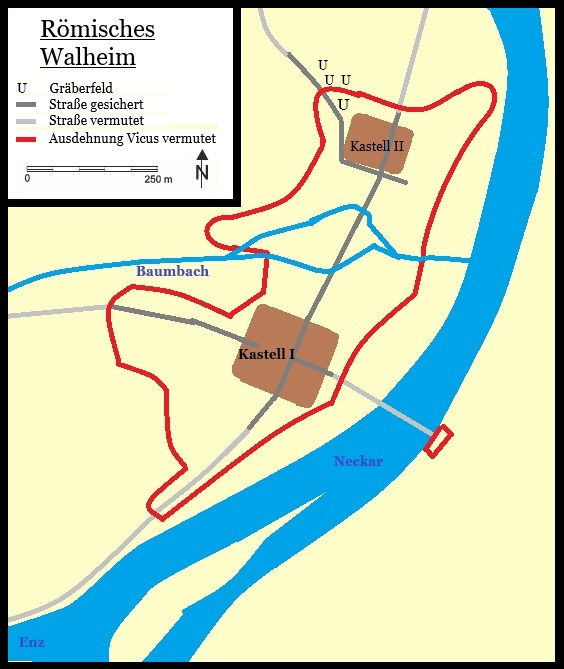
Topographische Lage des römischen Walheims

Fundmaterial (Grabung 1894)

Der zivile Siedlungsbereich, der Vicus, erstreckte sich nahezu über den gesamten Talkessel und erreichte eine Ausdehnung von gut einem Kilometer längs des Flusses und gut einem halben Kilometer in west-östlicher Richtung. Sein Zentrum lag zwischen den beiden Kastellen. Zudem bestand ein kleiner Brückenkopf auf dem rechten Neckarufer, etwa in Höhe des Kohortenkastells bzw. des heutigen Ortskerns. Damit zählt der Vicus von Walheim zu den größeren und bedeutenderen Vici am oberen Neckar und entspricht in etwa denen von Wimpfen und Köngen. Auch nach der Auflassung der beiden Kastelle um das Jahr 159 hatte der Vicus weiterhin Bestand. Er prosperierte als Handelsplatz am Neckar und wurde erst in spätseverischer Zeit aufgegeben. Zerstörungshorizonte, die auf einen unmittelbaren Zusammenhang mit den Alamanneneinfällen dieser Zeit hinweisen würden, fehlen. Hingegen lassen die Münzfunde ab 233/235 plötzlich nach, so dass von einer weitgehenden Aufgabe der Siedlung in dieser Zeit ausgegangen werden muss. Die verbleibende Restsiedlung dürfte danach allmählich verödet sein.
Der Vicus insgesamt zerfällt in zwei Teile, deren Trennungslinie durch den in westöstlicher Richtung verlaufenden Baumbach markiert wird. Während es im südlichen Vicus schon bedingt durch die dichtere mittelalterliche und neuzeitliche Bebauung nicht gelang, ein einigermaßen geschlossenes Bild von der Siedlung zu gewinnen, konnte der nördliche Vicus im Rahmen der großen Grabungskampagnen zwischen 1980 und 1988 eingehend untersucht werden. Seither zählt der Vicus von Walheim zu den besterforschten Siedlungen seiner Art in Süddeutschland, und die mit einer ersten Herausgabe 2004 begonnene umfangreiche Publikation gilt als wegweisende Veröffentlichung der provinzialrömischen Archäologie.
Es gelang, wichtige Einblicke in die planmäßige Anlage römischer Städte zu gewinnen. Der Aufbau der Siedlung entsprach nicht wie gewöhnlich dem eines Straßendorfes, stattdessen verliefen die Straßen rechtwinklig zueinander, so dass sich Hausquartiere bildeten. Zahlreiche Streifenhäuser wurden aufgedeckt und untersucht, darunter das in seinen Grundrissen und seiner Unterkellerung vollständig erhaltene so genannte „Haus 19“, das später konserviert und unter einem Schutzbau der Öffentlichkeit zugänglich gemacht wurde. Die meisten Gebäude bestanden im Wesentlichen aus Holz und lediglich die Keller waren mit Steinmauern errichtet worden.
Bei den Ausgrabungen zwischen 1980 und 1984 konnten 38 Gräber bzw. Grabbefunde untersucht werden. Dieses Gräberfeld lag etwa 80 m nördlich des Kastellgrabens und 11 bis 15 m von der römischen Straße entfernt und wurde nach bisherigem Kenntnisstand vom ersten Drittel des 2. Jahrhunderts bis Beginn des 3. Jahrhunderts genutzt.
Eine Kontinuität der Besiedlung zwischen römischer und nachrömischer Zeit konnte archäologisch nicht nachgewiesen werden und erscheint auch, trotz der Widerspiegelung des Kastells I im mittelalterlichen Ortsgrundriss, wenig wahrscheinlich. Es ist eher anzunehmen, dass sich die spätere alamannische Niederlassung an den römischen Straßen orientierte und möglicherweise auch noch vorhandene Ruinen und Fundamente nutzte.

## Fundverbleib und Befundsicherung
Das umfangreiche Fundmaterial aus den Kastell- und Vicusgrabungen befindet sich heute im Wesentlichen in der Provinzialrömischen Sammlung des Landesmuseums Württemberg im Alten Schloss in Stuttgart, im Limesmuseum Aalen und in der Gemeinde Walheim selbst. Die Lage der Porta principalis dextra und der Porta principalis sinistra sind durch eine hervorhebende Pflasterung in der Hauptstraße von Walheim markiert.
Das so genannte „Gebäude 19“ des Vicus wurde in situ konserviert und mit einem Schutzhaus überbaut. Hierin befindet sich das 1991 eröffnete Museum Römerhaus Walheim, in dem neben dem römischen Gebäude Funde aus den Grabungskampagnen der Jahre 1980 bis 1988 präsentiert werden. Das „Römerhaus“ ist ein Zweigmuseum des Archäologischen Landesmuseums Baden-Württemberg und wird in Zusammenarbeit mit der Gemeinde Walheim und dem „Förderverein Römerhaus Walheim e. V.“ betrieben.

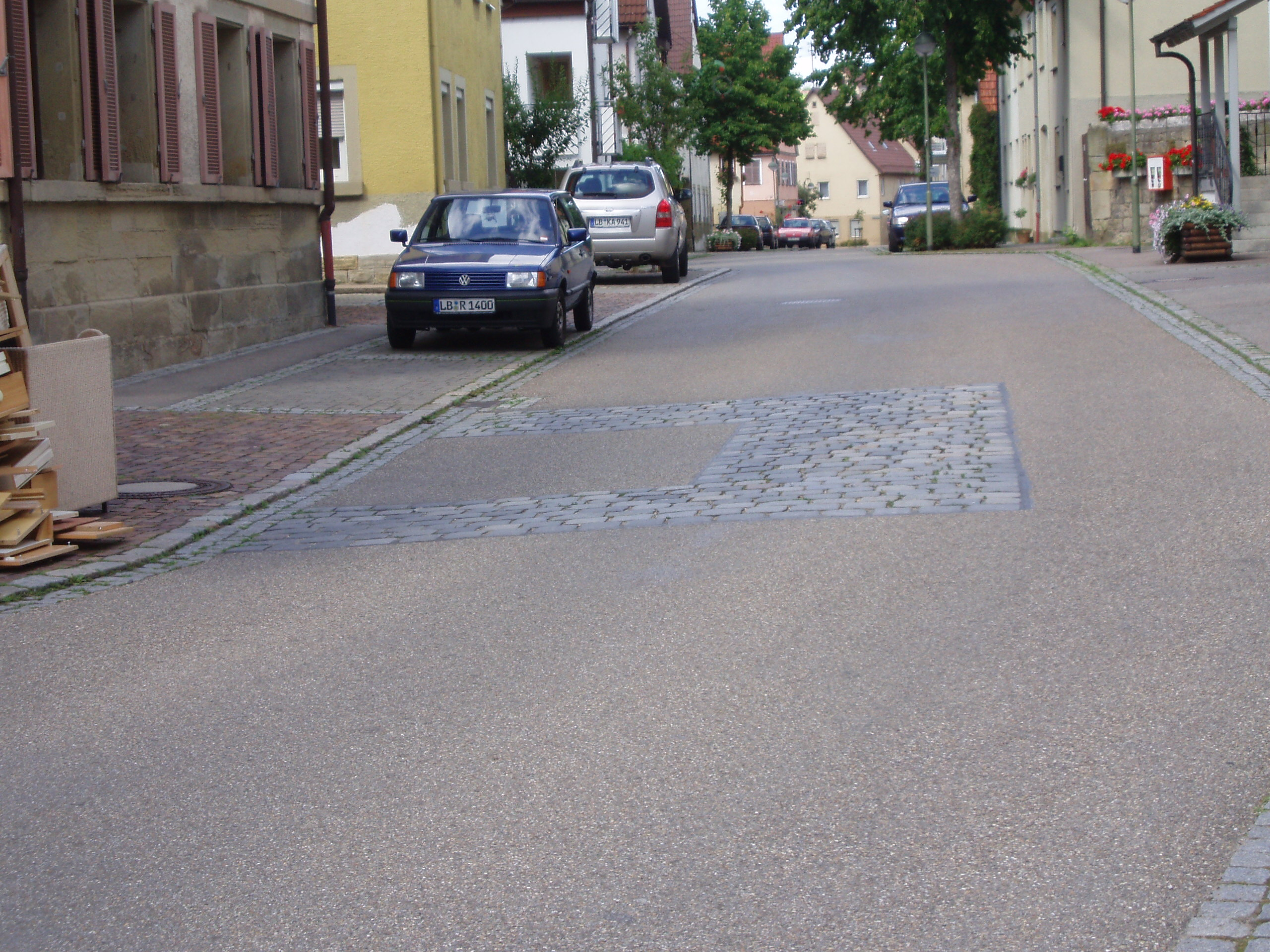
Pflastermarkierung auf der Hauptstraße
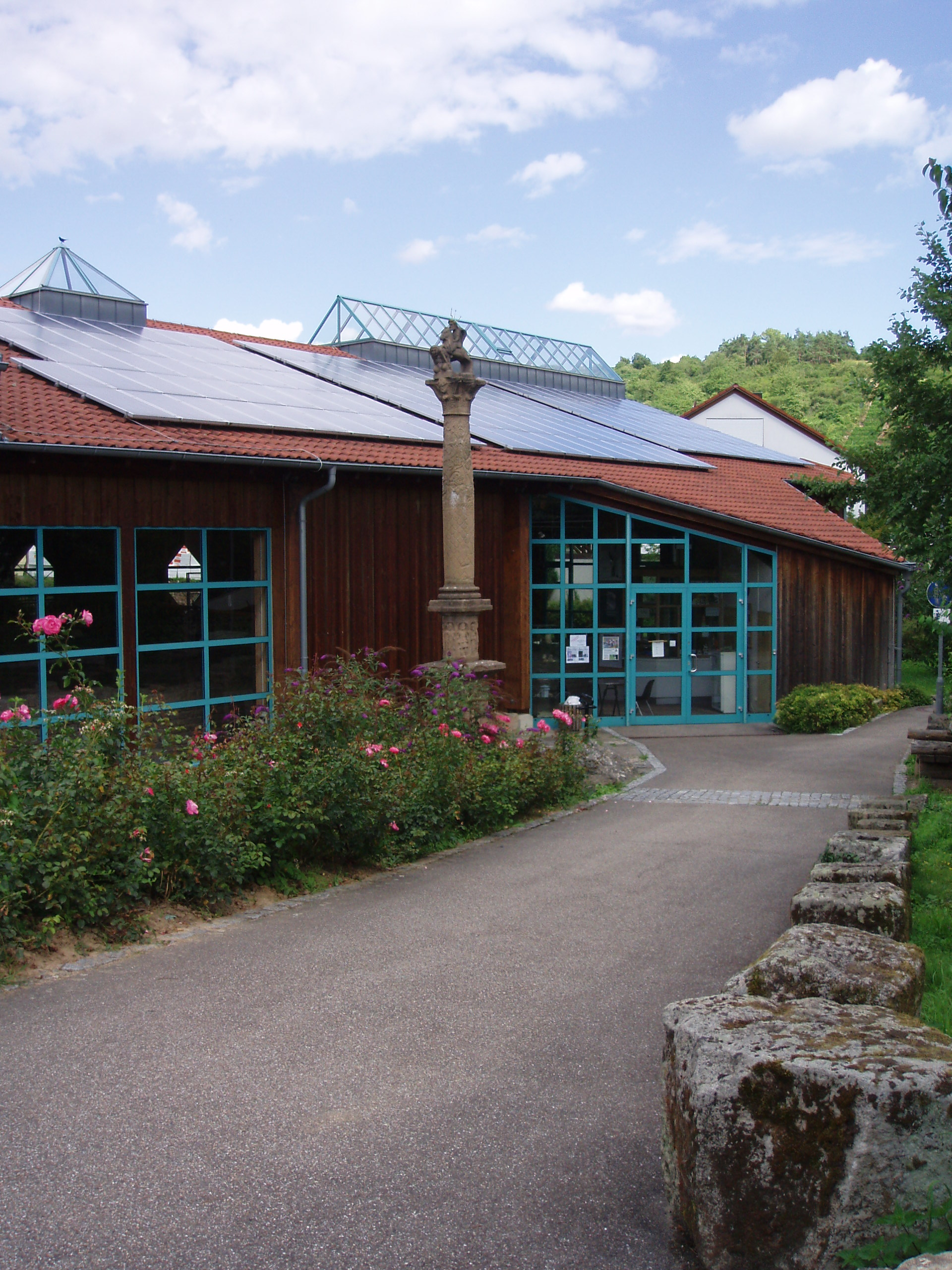
Eingang zum Römerhaus mit Nachbildung der Jupitergigantensäule von Walheim
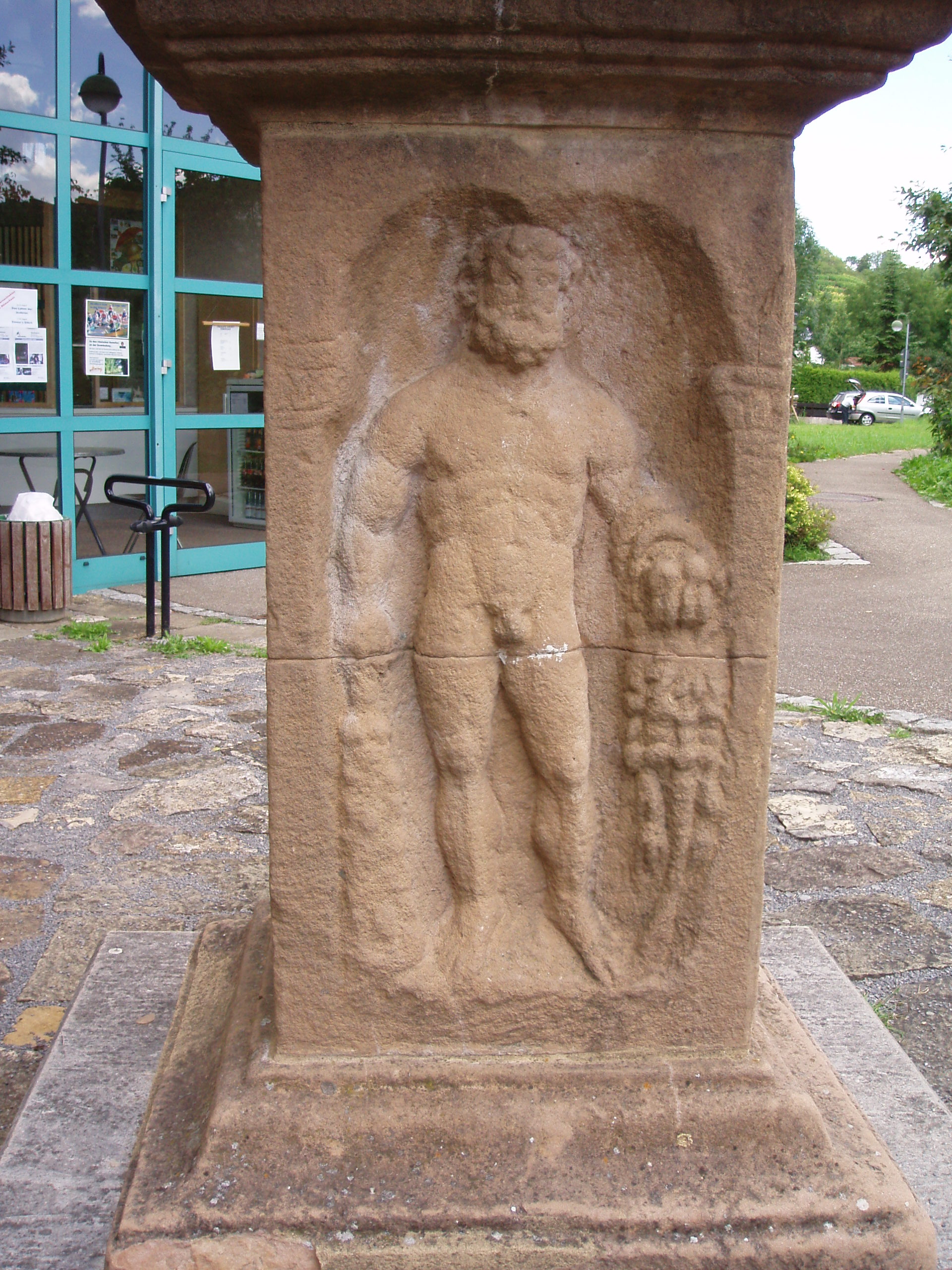
Viergötterstein am Sockel der Jupitergigantensäule, Relief mit Hercules, in der Rechten die Keule, in der Linken die Hesperidenäpfel
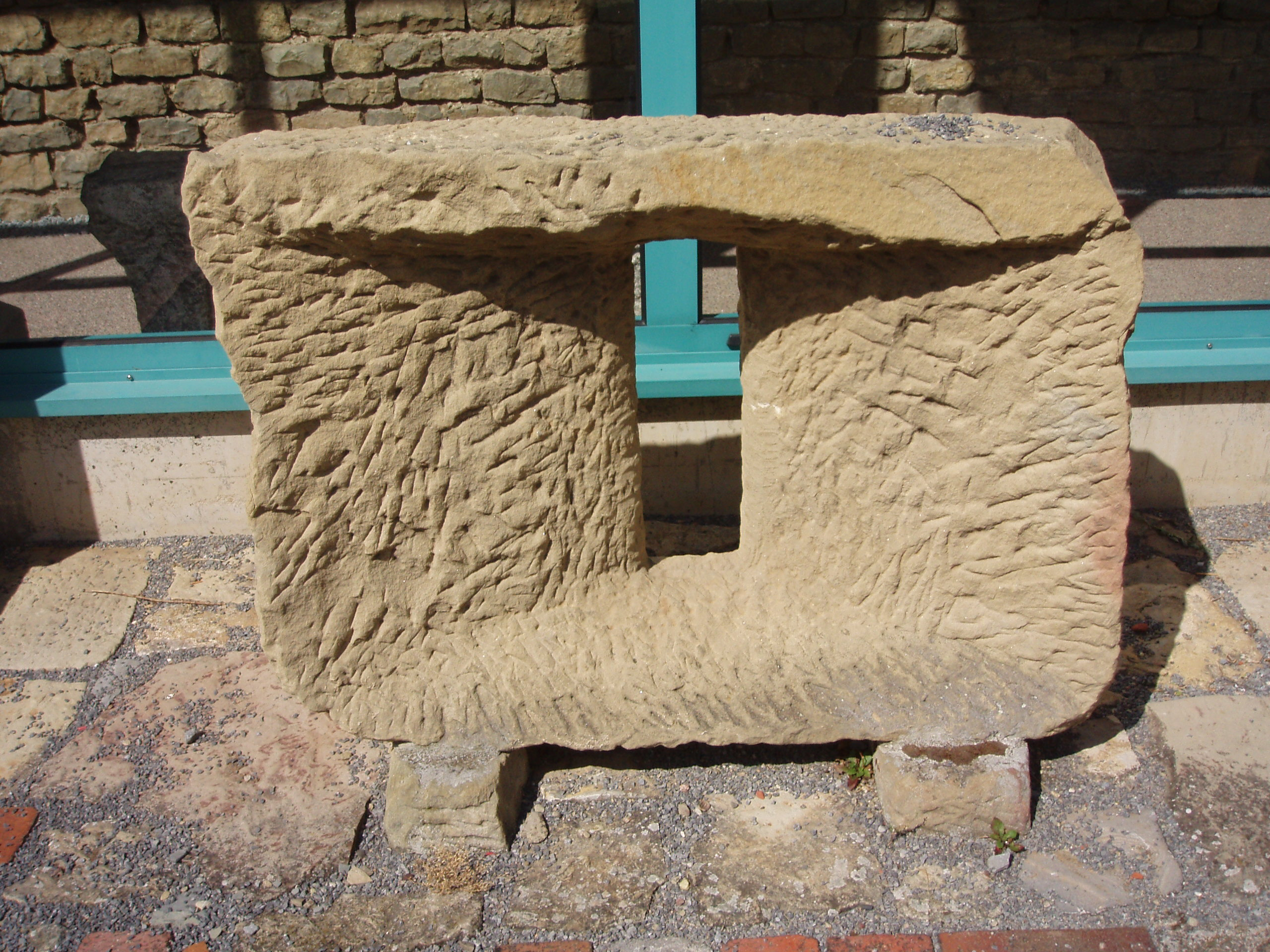
Stein, der das massive Kellerfenster im Keller des so genannten Hauses 3 bildete

## Denkmalschutz
Die Bodendenkmale „Kastelle von Walheim“ sind geschützt als eingetragene Kulturdenkmale im Sinne des Denkmalschutzgesetzes des Landes Baden-Württemberg (DSchG). Nachforschungen und gezieltes Sammeln von Funden sind genehmigungspflichtig, Zufallsfunde an die Denkmalbehörden zu melden.